# Funk Up
『Funk Up』（ファンクアップ）は、1991年3月27日に発売された甲斐よしひろの映像作品。

## 概要
1990年10月5日、東京厚生年金会館にて開催された『ダブル・イニシアチブ』コンサートの1日目、『Funk Up Night』の模様を収録したライヴ・ビデオ。現在は廃盤。
甲斐バンド時代の曲は、原曲と大幅にアレンジを変えて演奏された。
2曲目の「シンパシー」を除いた全曲が、ライブアルバム『ダブル・イニシアチブ』にも音源収録されている。

## 収録曲
1. インジュリィタイム
2. シンパシー
3. ボーイッシュ・ガール
4. カーテン
5. 一世紀前のセックス・シンボル
6. マッスル
7. ブルー・シティ
8. エゴイスト
9. WORD